# Accordo franco-italiano
L'accordo franco-italiano (chiamato comunemente accordo Mussolini-Laval o trattato Mussolini-Laval) è stato un trattato stipulato tra il capo del governo e ministro degli esteri del Regno d'Italia Benito Mussolini e il ministro degli esteri della Repubblica francese Pierre Laval, firmato a Palazzo Venezia, a Roma, il 7 gennaio 1935.

## Contenuto
Il presupposto al trattato era il Patto di Londra, con l'Italia che rivendicava altri territori come "compensi coloniali" oltre all'Oltregiuba e al Sahara libico, già ceduti dalla Gran Bretagna all'Italia nel 1924 e nel 1926.

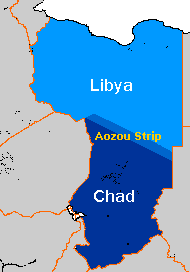
Carta della Striscia di Aozou ceduta dal Ciad francese alla Libia italiana.

Venne ratificato dall'Assemblea Nazionale con una legge francese del 26 marzo 1935, mentre non fu ratificato dal Parlamento italiano. L'accordo, oltre a prevedere uno scambio di territori, serviva a fare un fronte comune contro la Germania nazista e a dare all'Italia il via libera francese alla conquista dell'Etiopia.

## I punti del trattato
Il trattato prevedeva:
- La cessione del villaggio di Raheita dalla Costa francese dei Somali alla Colonia eritrea.
- La cessione del villaggio di Aozou con una striscia di 114000 km² dal Ciad francese al Territorio Militare del Sud (Libia italiana).

Inoltre lasciava campo libero alle mire espansionistiche dell'Italia sull'Etiopia che poco dopo avrebbero portato alla Guerra d'Etiopia.